# Thomas Chittenden

Thomas Chittenden

Thomas Chittenden (* 6. Januar 1730 in East Guilford, Colony of Connecticut; † 25. August 1797 in Montpelier) war ein britisch-amerikanischer Staatsmann und Gouverneur des US-Bundesstaates Vermont.

## Leben
Chittenden zog 1774 von Connecticut aus nach Vermont, wo er die Stadt Williston gründete. Während des Amerikanischen Unabhängigkeitskrieges war er Mitglied eines Komitees, das den Kontinentalkongress dazu bewegen sollte, Vermont in die Union aufzunehmen.
Der Kongress verschob jedoch die Lösung der Sachfrage, da man die Bundesstaaten New York und New Hampshire, die beide Gebietsansprüche gegenüber Vermont äußerten, nicht verstimmen wollte.
1777 verabschiedete daher eine Versammlung in Windsor die erste Verfassung Vermonts, die den Staat als unabhängige Vermont Republic und somit die erste Republik auf dem nordamerikanischen Kontinent begründete. Während dieser Phase amtierte Chittenden als Gouverneur dieser Republik von 1778 bis 1789 und in einer zweiten Amtsperiode von 1790 bis 1791.
Als Vermont schließlich der Union 1791 als 14. Bundesstaat beitrat, setzte Chittenden seine Amtszeit als Gouverneur bis 1797 fort. Nur wenige Wochen nach seinem Ausscheiden aus dem Amt verstarb er im Alter von 67 Jahren. Sein Sohn Martin Chittenden wie auch sein Schwiegersohn Jonas Galusha, der seine Tochter Mary geheiratet hatte, wurden ebenfalls Gouverneure von Vermont.
Chittendens Grab befindet sich auf dem Thomas Chittenden Cemetery, Williston, Chittenden County, Vermont. Benannt nach ihm sind das erwähnte County und die Stadt Chittenden in Rutland County, Vermont.